# Cœurs impatients
Pour plus de détails, voir Fiche technique et Distribution.

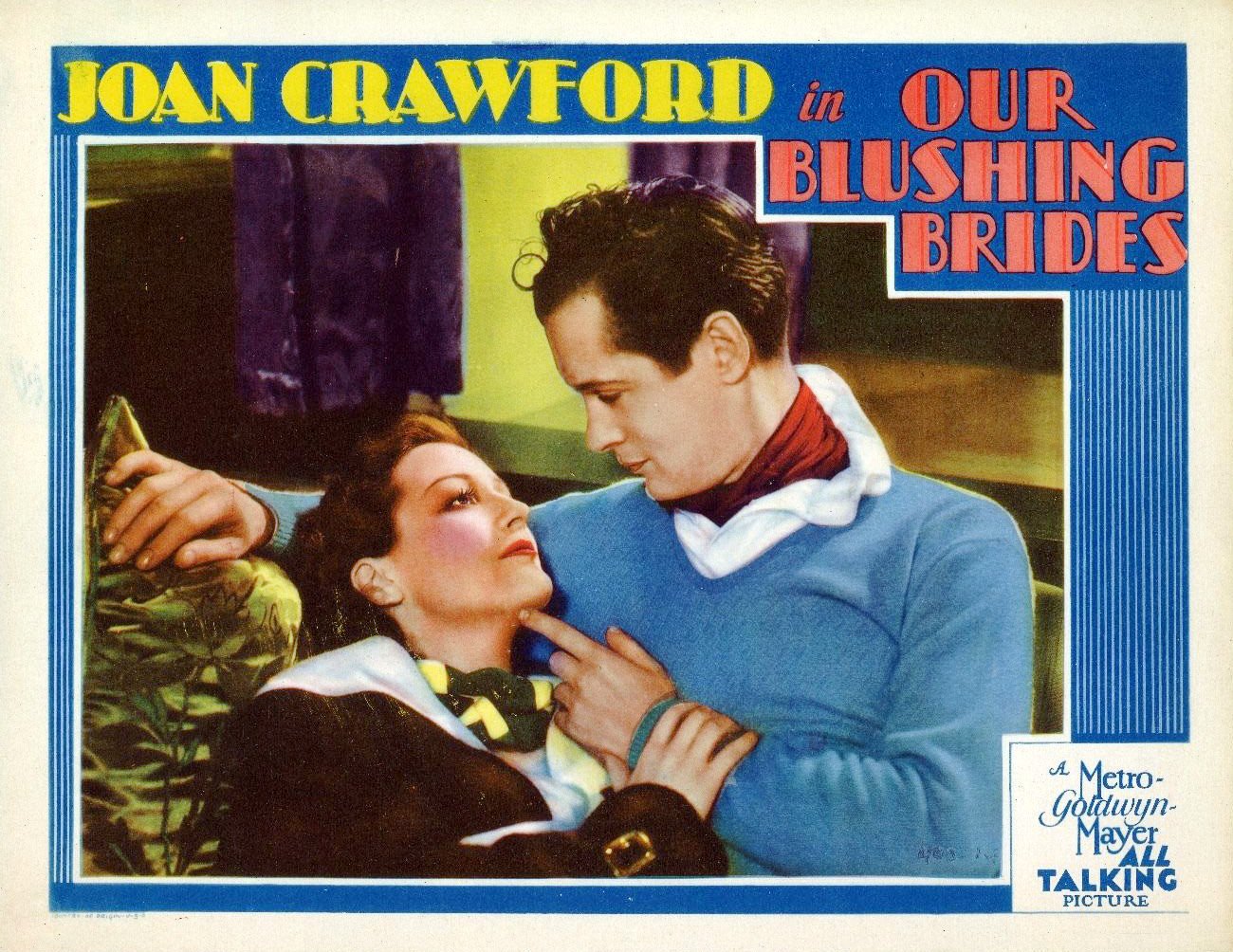
Joan Crawford et Robert Montgomery

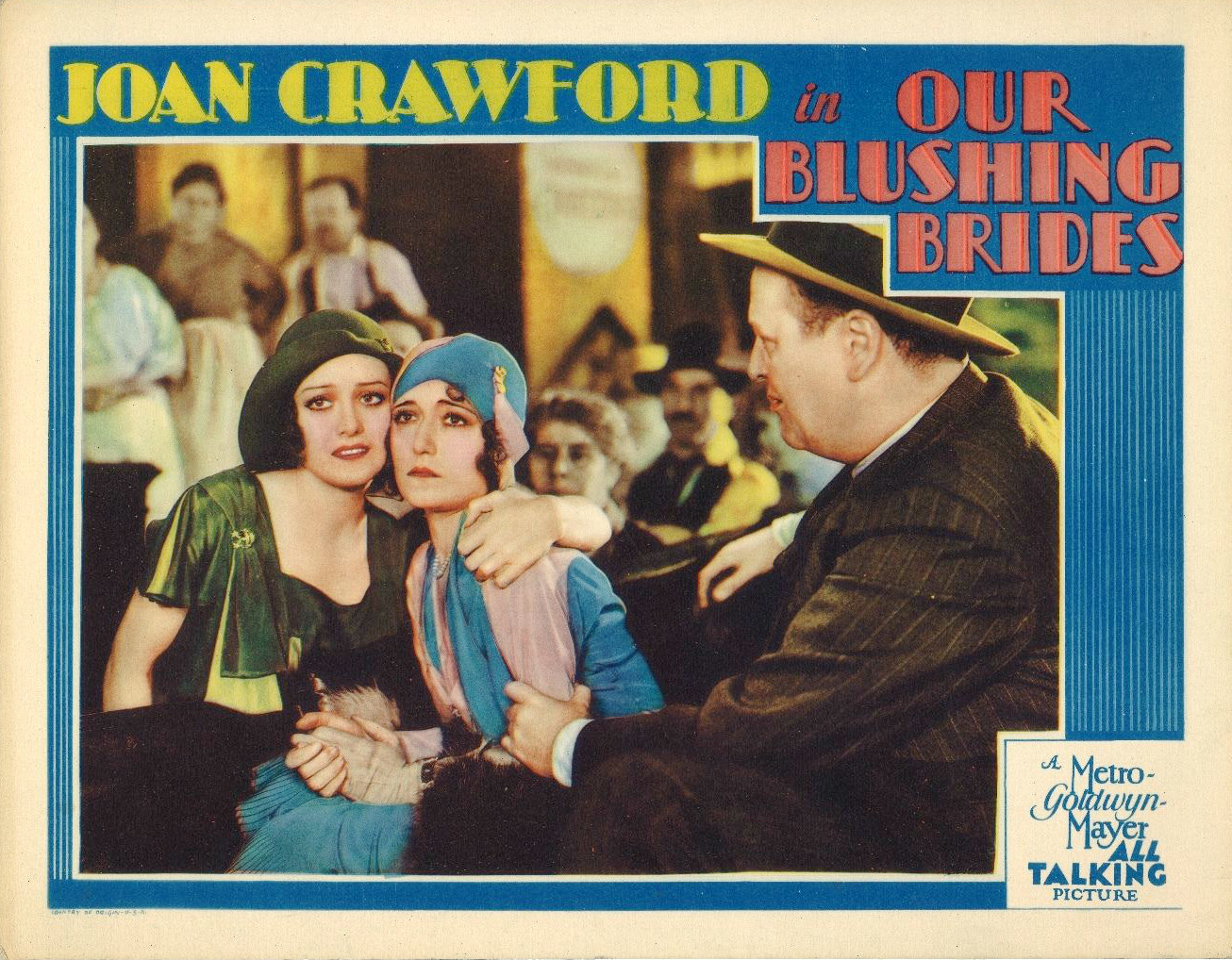
Joan Crawford à gauche

Cœurs impatients (titre original : Our Blushing Brides) est un film américain réalisé par Harry Beaumont, sorti en 1930.

## Fiche technique
- Titre français : Cœurs impatients
- Titre original : Our Blushing Brides
- Réalisation : Harry Beaumont
- Scénario : Bess Meredyth et John Howard Lawson d'après une histoire de Bess Meredyth
- Dialogues : Bess Meredyth, John Howard Lawson et Edwin Justus Mayer
- Production : Harry Beaumont
- Société de production et de distribution : Metro-Goldwyn-Mayer
- Photographie : Merritt B. Gerstad
- Montage : George Hively et Harold Palmer (non crédité)
- Direction artistique : Cedric Gibbons
- Costumes : Adrian
- Chorégraphie : Albertina Rasch
- Pays de production : États-Unis
- Langue : Anglais
- Format : Noir et blanc — 35 mm — 1,20:1 — Son : Mono (Western Electric Sound System)
- Genre : Film dramatique
- Durée : 102 minutes
- Date de sortie :
  - États-Unis : 19 juillet 1930

## Distribution
- Joan Crawford : Geraldine 'Gerry' March
- Anita Page : Connie Blair
- Dorothy Sebastian : Francine 'Franky' Daniels
- Robert Montgomery : Tony Jardine
- Raymond Hackett : David 'Davey' Jardine
- John Miljan : Martin W. 'Marty' Sanderson
- Hedda Hopper : Mrs. Lansing Ross-Weaver
- Albert Conti : Monsieur Pantoise
- Edward Brophy : Joseph Aloysius 'Joe' Munsey
- Robert Emmett O'Connor : The Detective (as Robert O'Connor)
- Martha Sleeper : Evelyn Woodforth
- Gwen Lee : Miss Dardinelle, un mannequin
- Mary Doran : Eloise, un mannequin
- Catherine Moylan : Un mannequin
- Norma Drew : Un mannequin
- Claire Dodd : Un mannequin
- Wilda Mansfield : Un mannequin